# 统特勒
统特勒（?—?），是唐朝初年薛延陀的贵族。真珠可汗的弟弟。
629年，真珠可汗夷男派遣统特勒来朝见唐太宗，唐太宗厚加安抚，赐给他宝精刀及宝鞭。回答道：“你率领所部有大罪之人，用我的鞭鞭打他。”夷男很高兴，协助唐太宗灭亡突厥颉利可汗。